# Locomotora du Bousquet

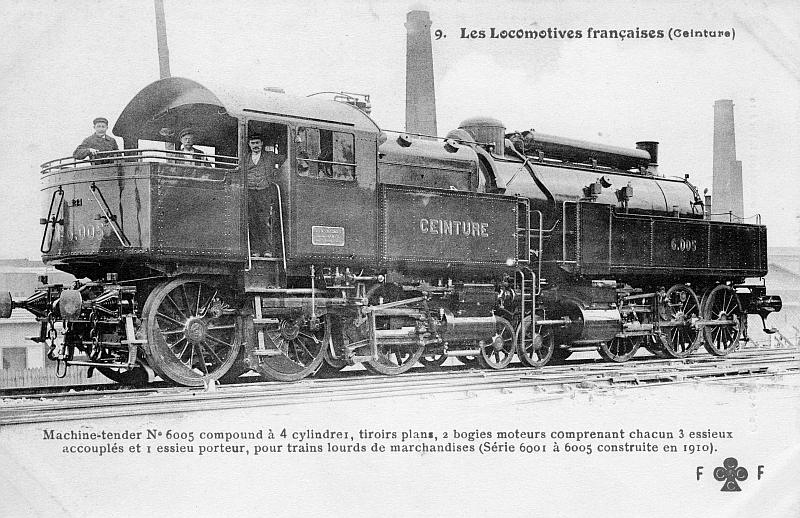
Locomotora Du Bousquet 031+130 Ceinture 6005 (1910)

La locomotora du Bousquet fue un diseño inusual de locomotora de vapor articulada inventada por el ingeniero francés Gaston du Bousquet. Su disposición era la de una locomotora con depósito incorporado, que transportaba todo su combustible y agua a bordo de la locomotora propiamente dicha, combinada con un sistema de propulsión compuesto. La caldera y la caja de la locomotora se apoyaban en dos bogies giratorios, de manera similar a una locomotora Meyer.

## Diseño

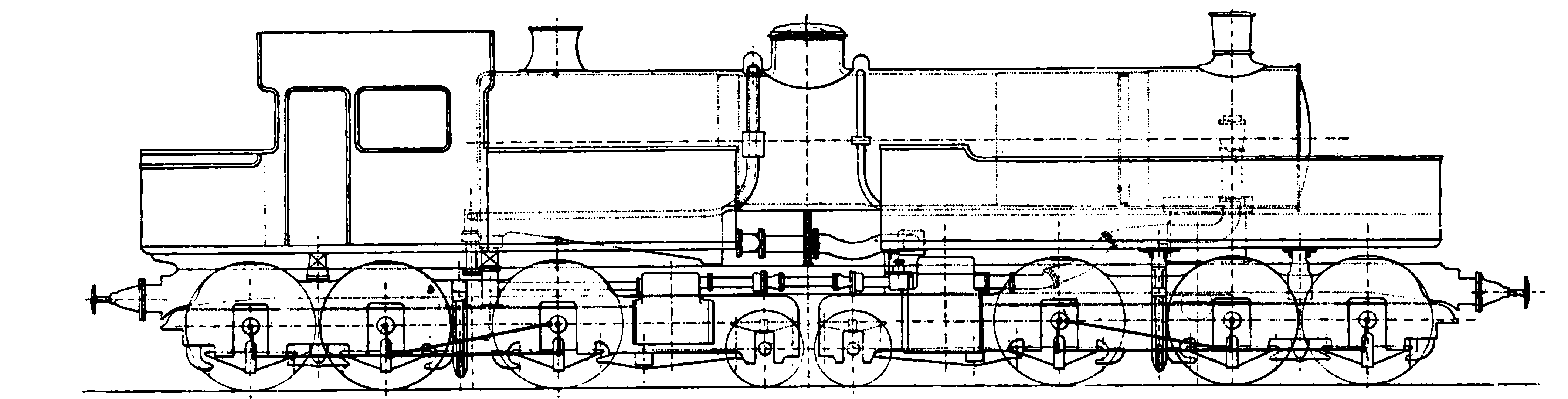
Dibujo lineal del diseño de la locomotora

El diseño superó en gran medida los problemas que tuvieron las máquinas de Meyer debido a un sellado deficiente de las juntas flexibles de la tubería de vapor que alimentaba el bogie motriz trasero. La configuración de las máquinas du Bousquet situaba los cilindros de alta presión montados sobre un bastidor que solo permitía la rotación y no otros desplazamientos. La conexión de vapor, montada en el centro de éste bastidor, podría sellarse mucho más fácilmente, al tener restringida a un solo giro su libertad de movimientos. El bogie delantero, con los cilindros de baja presión, permitía cierto grado de inclinación y rotación, y tenía conexiones de vapor de baja presión desde el bogie trasero, equipadas con juntas giratorias y telescópicas para permitir un cierto grado de desplazamiento.
También, a diferencia del diseño de Meyer, el conjunto frontal de tanques de agua se montó en el bogie delantero, desplazándolo en relación con la caldera, algo parecido a la solución empleada en las locomotoras Garratt. Los depósitos y la carbonera montados en la parte trasera estaban unidos a la caldera y a la superestructura de la máquina. 
El diseño du Bousquet tenía una disposición de ruedas inusual: los dos bogies tenían seis ruedas motrices y dos ruedas portadoras que soportaban los cilindros. A diferencia de muchos otros diseños articulados, estas ruedas de transporte estaban situadas en el centro de la locomotora, al igual que los cilindros. Esta disposición se expresa en la clasificación francesa como 031+130, en la notación Whyte como 0-6-2+2-6-0T, y en la clasificación UIC como (C1′)+(1′C) n4tv.

## Experiencia en Francia
El diseño de la locomotora du Bousquet tuvo un cierto éxito en Francia, con tres sistemas ferroviarios que encargaron máquinas de este tipo: los Chemins de Fer du Nord, los Chemins de fer de l'Est y el Syndicat des Ceinture (las líneas periféricas exterior (Grande Ceinture) e interior (Petite Ceinture) de París). 

### Nord
El Nord fue el primero en poseer este tipo de máquinas, dado que du Bousquet era su Jefe de Material de Tracción. Construyeron 48 unidades, numeradas del 6.121 al 6.168, que fueron pintadas de color marrón chocolate como todas las máquinas compuestas del Ferrocarril Nord y asignadas a los depósitos de Le Bourget e Hirson. Se dedicaron a arrastrar trenes pesados de carbón. Sin embargo, en 1921, 34 de las 48 locomotoras fueron transferidas a Grande Ceinture, donde trabajaron hasta 1935, cuando el cierre de muchas de las líneas de Ceinture las convirtió en excedentes. Todas menos una pasaron a la SNCF en 1938, siendo renumeradas como 2-031+130.TA.1 a 47. Serían sustituidas progresivamente por las máquinas de la Clase SNCF 151.TQ. La última du Bousquet no fue retirada hasta 1952.

### Est
El Est construyó 13 locomotoras du Bousquet en sus Talleres de Épernay entre 1910 y 1911. Numeradas del 6101 al 6113, eran idénticas a las locomotoras de Nord, siendo construidas a partir de los mismos planos. Todas ellas fueron transferidas al Syndicat des Ceinture en 1921, y cuando el Syndicat se disolvió en 1934 fueron arrendados a Nord. Finalmente se convirtieron en SNCF 2-031+132.TB.1 a 12.

### Ceintures
Además de las locomotoras Nord y Est reasignadas a los Ferrocarriles de las Ceintures, la compañía también adquirió 38 locomotoras du Bousquet directamente, 32 de ellas de la Société des Batignolles y seis construidas por el Société anonyme John Cockerill. Estas locomotoras eran algo más potentes que las del Nord y el Est, especialmente después de que se actualizaron con sobrecalentadores en la década de 1920. Estas locomotoras se transfirieron al Chemin de fer de l'État en 1934, y a la SNCF en 1938. El SNCF las volvió a numerar como 3-031 + 130.TA.1 a 36; siendo todas retiradas en 1949.

## Fuera de Francia
El tipo tuvo un éxito limitado fuera de Francia, restringido a China y España. 

### China
Se construyó un lote para el Ferrocarril Pekín-Hankow en China; estas máquinas eran casi idénticos a las locomotoras francesas y fueron construidas por la empresa belga Forges Usines et Fonderies Haine-Saint-Pierre. 

### España
Se construyeron diez locomotoras de ancho ibérico (5 pies 6 plg (1676 mm)) de los Ferrocarriles Andaluces, fabricadas por la empresa SA Usines Métallurgiques du Hainaut. Seis pasarían a RENFE, siendo retiradas en 1947. 